# Matthew Kwasi Gyamfi
Matthew Kwasi Gyamfi (* 11. August 1957 in Wamanafo) ist Bischof von Sunyani.

## Leben
Der Bischof von Sunyani, James Kwadwo Owusu, weihte ihn am 27. Juli 1985 zum Priester.
Papst Johannes Paul II. ernannte ihn am 14. April 2003 zum Bischof von Sunyani. Die Bischofsweihe spendete ihm der Erzbischof von Kumasi, Peter Kwasi Sarpong, am 28. Juni desselben Jahres; Mitkonsekratoren waren Peter Turkson, Erzbischof von Cape Coast, und Lucas Abadamloora, Bischof von Navrongo-Bolgatanga.